# Fleury (Oise)
Fleury település Franciaországban, Oise megyében. Lakosainak száma 586 fő (2022. január 1.). Fleury Fay-les-Étangs, Fresne-Léguillon, Monneville, Tourly, La Corne-en-Vexin és Montchevreuil községekkel határos.

## Népesség
A település népességének változása:
| Lakosok száma | 525  | 545  | 561  | 553  | 560  | 568  | 575  | 581  | 586  |
|               | 2013 | 2015 | 2016 | 2017 | 2018 | 2019 | 2020 | 2021 | 2022 |